# Moždane ovojnice
Moždane ovojnice, mozgovnice (lat. meninges, jednina meninx) su sustav ovojnica koji omata središnji živčani sustav, a primarna uloga mu je zaštita središnjeg živčanog sustava.

## Anatomija
Razlikujemo tri moždane ovojnice:
- lat. dura mater - tvrda mozgovnica - je vanjska ovojnica građena od gustog vezivnog tkiva, a sastoji se od dva međusobno spojena lista. Vanjski list je ujedno i periost kosti glave. Dura mater sadrži velike venske kanale (sinuse) u kojima se prikuplja venska krv i otječe prema srcu. Podvostručenja dure mater čine pregrade koje nepotpuno odjeljuju lubanjsku šupljinu (npr. lat. falx cerebri, lat. tentorium cerebelli).
- lat. arachnoidea mater - paučinasta mozgovnica - je srednja ovojnica, izgleda paučine (tako je i dobila ime), sastoji se od vezivnog tkiva, svojim vlaknima povezuje vanjsku s unutarnjom ovojnicom
- lat pia mater - nježna (meka) mozgovnica - koja se prislanja na površinu struktura središnjeg živčanog sustava i za razliku od ostalih mozgovnica svojim tijekom prati površinu mozga (presvlači sve izbočine i uvlači se u sve brazde).

Moždane ovojnice se mogu podijeliti i na samo dvije ovojnice:
- vanjska ili tvrda ovojnica, lat. pachymeninx (dura mater)
- unutarnja ili meka ovojnica, lat. leptomeninx (pia mater i arachnoidea mater - arahnoidea je povezna s pijom pučinastim nitima pa se smatra samo izdancima pia mater)

Između ovojnica se nalaze prostori:
- subarahnoidalni prostor (lat. spatium subarachnoideum) je prostor između arahnoideje i pije mater, i u normalnim uvjetima njime protječe cerebrospinalna tekućina (mozgovnomoždinska tekućina - lat. liquor cerebrospinalis).
- u normalnim uvjetima dura mater je pričvršćena uz kosti lubanje i kralješke s jedne strane, a s druge povezna je s paučinastom ovojnicom. Ako zbog nekih uzroka slojevi se odvoje može nastati subduralni prostor između dure i paučinaste ovojnice ili epiduralni prostor između kosti i dure mater

## Patologija
Upala mozgovnih ovojnica se naziva meningitis, a tumor meningeom. Između ovojnice može doći do nakupljanja tekućine npr. krvi, tako da razlikujemo:
- epiduralni hematom - nakupina krvi između kost i dure
- subduralni hematom - nakupina krvi između dure i paučinaste ovojnice
- subarahnoidalno krvarenje - krvarenje unutar paučinaste ovojnice